# Gross Behnitz
Gross Behnitz, tysk stavning: Groß Behnitz, är en ort och kommundel i Nauens stadskommun, belägen väster om Berlin i Tyskland, i Landkreis Havelland i förbundslandet Brandenburg. Kommundelen hade 563 invånare 2002.
Ortens herrgård köptes av familjen Borsig 1866 och byggdes ut till ett mönsterjordbruk. På herrgården träffades medlemmarna av den tyska motståndsrörelsen Kreisaukretsen vid flera tillfällen under andra världskriget.